# Катастрофа ATR 72 в Тайбэе
Катастрофа ATR 72 в Тайбэе — авиационная катастрофа, произошедшая 4 февраля 2015 года. Авиалайнер ATR 72-212A авиакомпании TransAsia Airways выполнял внутренний рейс GE235 по маршруту Тайбэй—Цзиньмэнь, но через 3,5 минуты после взлёта опрокинулся влево и рухнул в реку Цзилун в 5,3 километрах от аэропорта Тайбэя. Из находившихся на его борту 58 человек (53 пассажира и 5 членов экипажа) погибли 43; остальные 15 выжили, получив ранения. Также были ранены 2 человека на земле.

## Самолёт
ATR 72-212A (регистрационный номер B-22816, серийный 1141) был выпущен в 2014 году (первый полёт совершил 28 марта под тестовым б/н F-WWEF). 15 апреля того же года был передан авиакомпании TransAsia Airways. Вместимость салона составляла 72 места эконом-класса (конфигурация Y72). Оснащён двумя турбовинтовыми двигателями Pratt & Whitney Canada PW127M. На день катастрофы совершил 2356 циклов «взлёт-посадка» и налетал 1627 часов.

## Экипаж и пассажиры
Самолётом управлял опытный экипаж, состав которого был таким:
- Командир воздушного судна (КВС) — 42-летний Ляо Цзяньцзун (англ. Liao Chien-tsung, кит. 廖建宗). Опытный пилот, проработал в авиакомпании TransAsia Airways 3 года и 1 месяц (с 3 января 2011 года). Управлял самолётом Airbus A330. В должности командира ATR 72-600 — с ноября 2014 года. Налетал 4914 часов, 3151 из них на ATR 42/72 (свыше 250 из них на ATR 72-600).
- Второй пилот — 45-летний Лю Цзычжун (англ. Liu Tze-chung, кит. 劉自忠). Опытный пилот, проработал в авиакомпании TransAsia Airways 8 лет и 7 месяцев (с 5 июня 2006 года). В должности командира ATR 72-600 — с февраля 2014 года. Налетал 6922 часа, 5687 из них на ATR 42/72 (795 из них на ATR 72-600).

В кабине вместе с экипажем летел пилот-наблюдатель — 63-летний Хун Бинчжун (англ. Hung Ping-chung, кит. 洪炳衷). Очень опытный пилот, проработал в авиакомпании TransAsia Airways 6 лет и 4 месяца (с 4 октября 2008 года), налетал 16 121 час.
В салоне самолёта работали две стюардессы.
| Гражданство                           | Пассажиры | Экипаж | Всего |
| ------------------------------------- | --------- | ------ | ----- |
| Китайская Республика                  | 22        | 4      | 26    |
| Новая Зеландия / Китайская Республика | 0         | 1      | 1     |
| Китай                                 | 31        | 0      | 31    |
| Всего                                 | 53        | 5      | 58    |

Всего на борту самолёта находились 58 человек — 5 членов экипажа и 53 пассажира.

## Хронология событий
4 февраля 2015 года ATR 72-212A борт B-22816 выполнял регулярный рейс GE235 из Тайбэя в Цзиньмэнь. На его борту было 5 членов экипажа и 53 пассажира (49 взрослых и 4 ребёнка). Все 31 пассажир из Китая (жители Сямыня) находились в 6-дневном туре по Китайской Республике. В 10:52 рейс 235 оторвался от взлётной полосы аэропорта Тайбэя.
Через 2,5 минуты после взлёта экипаж сообщил об отказе двигателя № 2 (правого). После этого лайнер начал резкое снижение с высоты около 500 метров. В последние секунды полёта, войдя в левый крен порядка 90°, рейс GE235 едва не столкнулся со зданиями, затем левым крылом задел ограждение автомобильной эстакады, повредил автомобиль такси, проезжавший в это время по эстакаде (крыло оторвалось наполовину), после чего перевернулся на 180° и рухнул в реку Цзилун, протекающую рядом с эстакадой в окрестностях Тайбэя. При ударе о воду самолёт разрушился на две части, носовая разрушилась полностью.
Пожарные подразделения и полиция Тайбэя получили десятки звонков от очевидцев катастрофы; они, а также водолазы и спасатели прибыли на место катастрофы через несколько минут, а на надувных лодках до разбившегося самолёта через 35 минут. Они извлекали выживших из хвостовой части самолёта и переправляли их на берег. Водолазы были вынуждены разрезать ремни у погибших пассажиров, чтобы достать их тела; эту работу затрудняла плохая видимость под водой.
Из 58 человек на борту рейса 235 выжили только 15 (14 пассажиров и 1 стюардесса), все получили ранения различной степени тяжести. Также были ранены водитель и пассажир такси, проезжавшего по мосту.

## Расследование
Расследование причин катастрофы рейса GE235 проводил Совет по авиационной безопасности (ASC).
Оба бортовых самописца были найдены через 6 часов после катастрофы. После 20:00 того же дня автокраны подняли из воды хвостовую часть лайнера.
Окончательный отчёт расследования был опубликован 30 июня 2016 года.
Согласно отчёту, причиной катастрофы стали многочисленные ошибки экипажа — КВС после отказа двигателя № 2 по ошибке снизил мощность двигателя № 1, заметивший это второй пилот затребовал перекрёстной проверки, но КВС на это не отреагировал. Трещины на микросхеме, отключившие датчик двигателя № 2, привели к ложному сигналу о его выходе из строя, что в свою очередь привело к флюгированию и полному отказу двигателя.
Сопутствующим фактором стало несоблюдение стандартных правил при полёте с отказавшим двигателем (переход на ручное управление, снижение мощности единственного рабочего двигателя и плохая коммуникация).

## Последствия катастрофы
После катастроф рейсов GE235 и GE222 (23 июля 2014 года, также произошла из-за ошибок экипажа) авиакомпания TransAsia Airways с 22 ноября 2016 года прекратила своё существование.

## Культурные аспекты
Катастрофа рейса 235 TransAsia Airways показана в 17 сезоне канадского документального телесериала Расследования авиакатастроф в серии Пойманный на плёнку.